# Шлях (телесеріал)
«Шлях» (англ. The Path, до вересня 2015 — англ. The Way) — американський драматичний телесеріал з Аароном Полом та Мішель Монаган у головних ролях. Серіал був замовлений сервісом Hulu у березні 2015 року на 10 епізодів. Прем'єра відбулася 30 березня 2016 року. Серіал продовжений на другий та третій сезони, по 13 епізодів кожен; прем'єрний показ завершений 28 березня 2018 року.

## У ролях
- Аарон Пол — Едді Лейн
- Г'ю Денсі — Кел (Келвін) Робертс
- Мішель Монаган — Сара Лейн (до шлюбу Армстронг)
- Емма Грінвелл — Мері Кокс
- Рокмонд Данбар — агент Абе Ґейнс (1—2 сезони)
- Кайл Аллен — Гок Лейн
- Емі Форсайт — Ешлі Філдс (1—2 сезони)
- Сара Джонс — Елісон Кемп (1-й сезон)
- Пол Джеймс — Шон Іген (1—2 сезони)
- Фріда Пінто — Віра Стефанс (3-й сезон)
- Ів Пламб — Венді

## Список епізодів
| Сезони | Кількість епізодів | Прем'єрний показ | Прем'єрний показ |
| Сезони | Кількість епізодів | Початок          | Завершення       |
| ------ | ------------------ | ---------------- | ---------------- |
| 1      | 10                 | 30 березня 2016  | 25 травня 2016   |
| 2      | 13                 | 25 січня 2017    | 12 квітня 2017   |
| 3      | 13                 | 17 січня 2018    | 28 березня 2018  |